# Rafael Vágner Dias Silva
Rafael Vágner Dias Silva mais conhecido como Vágner (Betim, 9 de junho de 1983), é um ex-futebolista brasileiro que atuava como zagueiro.
Rafael se destacava por ser rápido e com um ótimo passe. Mas tinha uma boa impulsão e posicionamento, sempre se destacou nos clubes onde jogou. Boa parte de sua carreira foi atuando na Série A durante 10 anos e últimos anos na Séries B e C.

## Carreira
Vágner revelado pelo Atlético Mineiro antes de chegar ao Coritiba. No Coxa, Vágner jogou em 2004 a 2006 sendo Bicampeão paranaense. Em 2007, foi contratado pelo Botafogo por indicação do treinador Cuca, com quem trabalhou no Coritiba, sendo campeão da taça Guanabara e se destacando na Copa do Brasil fato memorável foi o gol de cabeça mal anulado por Ana Paula na semifinal perdida para o Figueirense, sendo esse seu único feito memorável na carreira. De surpresa ainda em 2007, Vágner foi contratado pelo Clube Náutico Capibaribe. Onde foi destaque por dois anos e meio sendo capitão e líder daquele fraco grupo.
No dia 7 de janeiro de 2010, O Bahia anunciou Vágner como novo reforço a pedido de Renato Gaúcho. Vagner começou muito bem fazendo vários gols inclusive o que classificou o Bahia para a final do campeonato estadual daquele ano,chegando a ser capitão da equipe baiana ao todo foram 5 gols.
Em 2011 foi para o Paysandu onde Disputou o Campeonato Brasileiro Série C.
Em 2012 foi contratado pelo Santa Cruz. No Santa Cruz se sagrou, Bicampeão Pernambucano dentro da Ilha do retiro campo do seu maior rival.
Em 2013 conquistou o Tricampeonato novamente dentro da Ilha do Retiro depois 42 anos de espera do último Tricampeonato conquistado pelo clube. A maior conquista veio com o Acesso e Título do CAMPEONATO BRASILEIRO - SERIE C.
títulos

## Títulos
Coritiba
- Campeonato Paranaense: 2003, 2004

Botafogo RJ
- Campeão Taça Guanabara 2007

Bahia
- Acesso a SERIE-A 2010

Santa Cruz
- Campeão Pernambucano: 2012, 2013
- Campeão Brasileiro - Série C: 2013